# Phlyctis psoromica
Phlyctis psoromica é uma espécie de líquen da família Phlyctidaceae. Foi descrito cientificamente em 2011.